# Anatella
Anatella är ett släkte av tvåvingar som beskrevs av Johannes Winnertz 1863. Anatella ingår i familjen svampmyggor.

## Dottertaxa tillAnatella, i alfabetisk ordning[1][2]
- Anatella affinis
- Anatella alpina
- Anatella altaica
- Anatella ankeli
- Anatella aquila
- Anatella arnaudi
- Anatella aterrima
- Anatella atlanticiliata
- Anatella bremia
- Anatella brevifurca
- Anatella ciliata
- Anatella clavata
- Anatella coheri
- Anatella concava
- Anatella crispa
- Anatella dampfi
- Anatella dentata
- Anatella difficilis
- Anatella digitata
- Anatella dissecta
- Anatella emergens
- Anatella flavicauda
- Anatella flavomaculata
- Anatella fungina
- Anatella gibba
- Anatella laffooni
- Anatella latilobata
- Anatella lenis
- Anatella longiflagellata
- Anatella longisetosa
- Anatella maritima
- Anatella mendosa
- Anatella minuta
- Anatella minutissima
- Anatella nigriclava
- Anatella novata
- Anatella orbiculata
- Anatella prominens
- Anatella pseudogibba
- Anatella ramificata
- Anatella rufithorax
- Anatella scalaria
- Anatella schmitzi
- Anatella setigera
- Anatella silvestris
- Anatella simpatica
- Anatella stimulea
- Anatella subulata
- Anatella tungusica
- Anatella turi
- Anatella umbraculiforma
- Anatella unguigera